# Jetée-promenade de Trouville-sur-Mer
La jetée-promenade de Trouville-sur-Mer est une jetée achevée en 1890 à Trouville-sur-Mer dans le Calvados, à l'est de sa longue plage. 

## Histoire
Elle visait à permettre aux bateaux venant du Havre ou d'Angleterre d'accoster à heure fixe malgré les marées. 600 000 visiteurs y débarquaient chaque année, initialement depuis le Havre. À partir de 1901, elle contribue à l’ouverture d’une nouvelle liaison transmanche depuis Brighton.
Sa construction fut étudiée dès 1869 avec le développement de la station balnéaire mais prit une vingtaine d'années en raison de la complexité technique et d'aléas financiers. À son instigation se trouvaient les propriétaires alors britanniques de l'hôtel des Roches Noires, désireux d'augmenter ainsi la fréquentation britannique de leur hôtel.
Le journal local La Plage de Trouville présente alors le projet ainsi à ses débuts : « Le bruit répandu et qui accrédite de plus en plus, c'est que les propriétaires des Roches Noires, vont, à l'instar de ce qui existe déjà de l'autre côté du détroit, à Brighton, ville de bains du Comté de Sussex (Angleterre), établir une digue, qui partant du pieds de la falaise, s'avancera jusqu'à 600 mètres dans la mer, avec voie carrossable et à l'extrémité de laquelle sera édifié un casino rectangulaire, entièrement fait de fer et de verre. Voyez ici l'effet que pourra produire sur nos jolies baigneuses une valse entraînante, lorsqu'un orchestre Pasdeloup viendra mêler ses sons les plus mélodieux aux murmures des flots ».
Construite finalement par le banquier britannique Gustav Palmer Harding après de nombreux changements, elle tira de cette histoire comme de son utilité pour les bateaux britanniques son nom de « promenade des Anglais ».

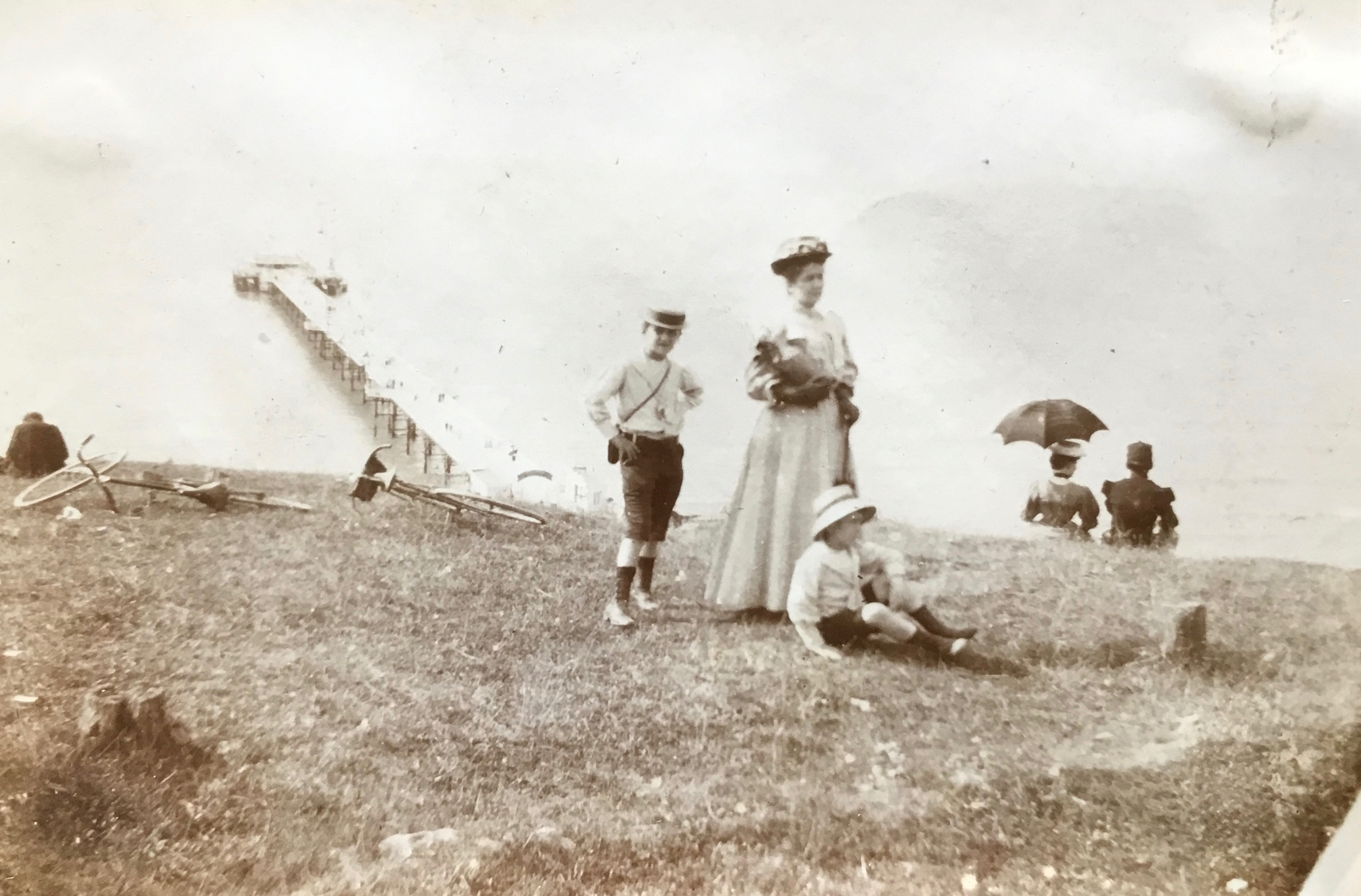
Vue d'ensemble de la jetée vers 1905, depuis les collines de Trouville.

Elle faisait 550 mètres de longueur et hébergeait un restaurant à son extrémité, comme pour les jetées typiques britanniques telle la jetée de Brighton. Un wagonnet monté sur rails courait le long de la jetée pour le transport des bagages des estivants.
En 1926 et 1927, la partie débarcadère est remise en état sous la direction de l'architecte Eugène-Maurice Vincent. Endommagée pendant la Seconde Guerre mondiale en 1943, la jetée-promenade fut endommagée par plusieurs tempêtes puis démantelée par les Allemands pour son métal et diminuer le risque d'un débarquement Allié. Une partie de ses fondations sont visibles à marée très basse.